# Ordre national du Mérite agricole
Pour les articles homonymes, voir Ordre du Mérite agricole (distinction).
Sous la responsabilité du ministère de l'Agriculture, des Pêcheries et de l'Alimentation du gouvernement du Québec, l’ordre national du Mérite agricole (ONMA), appelé jusqu'en 2001 l’ordre du Mérite agricole, est une institution honorifique consacrée au domaine de l’agriculture québécoise.
Le concours annuel de l’ONMA a pour vocation première d’encourager l’excellence dans le secteur agricole en récompensant les personnes qui s’y distinguent. Il vise à reconnaître l’engagement, le dynamisme et le savoir-faire des agriculteurs québécois. Cette reconnaissance fait de ses lauréats, en quelque sorte, des modèles au sein de la communauté agricole. L’ONMA permet aussi de mettre en valeur l’évolution des fermes et de l’agriculture de la province. Une participation au concours de l’ONMA offre aux membres des groupes concurrents une occasion de recevoir une évaluation objective de leur travail, de se voir désigner leurs points forts et leurs points faibles et d'améliorer leur performance. 
Les inscriptions au concours se font sur une base volontaire. Chaque année, on en compte près d’une centaine.
Pour le besoin du concours, le Québec est découpé en cinq territoires :
1. Montérégie (secteurs Est et Ouest);
2. Centre-du-Québec, Estrie et Mauricie;
3. Capitale-Nationale et Chaudière-Appalaches;
4. Laurentides, Montréal-Laval-Lanaudière et Outaouais;
5. Abitibi-Témiscamingue–Nord-du-Québec, Bas-Saint-Laurent, Gaspésie–Îles-de-la-Madeleine, Saguenay–Lac-Saint-Jean et Côte-Nord.

Les juges ne visitent qu’un territoire par année, selon une rotation respectant l’ordre indiqué ci-dessus. Les producteurs d’une région n’ont donc la possibilité de poser leur candidature qu’une fois tous les cinq ans.

## Historique
En 1884, dans le but de faire avancer l’agriculture au Québec, le journaliste agricole et secrétaire du Conseil d’agriculture, Édouard-André Barnard, établit des règlements destinés à encadrer l’organisation d’un éventuel concours agricole. À la suite d’une compétition tenue dans Portneuf en 1885, Barnard modifie ses règlements et les soumet au Conseil d’agriculture en 1888. Le projet est adopté à l’unanimité et, l’année suivante, le premier ministre Honoré Mercier crée l’ordre du Mérite agricole et fait adopter une loi, aujourd’hui refondue sous le titre « Loi sur l’ordre national du Mérite agricole », ayant pour objet de favoriser l’agriculture et de décerner des récompenses au milieu agricole.
Au fil des ans, les règles et les critères du concours ont été adaptés aux nouvelles réalités du milieu agricole.

## Juges et évaluations
Des juges expérimentés, nommés par le ministre de l’Agriculture, des Pêcheries et de l’Alimentation, forment l’équipe chargée d’évaluer les entreprises agricoles participantes. L’évaluation qu’ils sont appelés à effectuer, qui doit couvrir l’ensemble du travail des agriculteurs, porte sur les cinq grands aspects suivants : 
- la gestion de leur appareil de production (peu importe la culture ou l’élevage);
- la gestion agroenvironnementale;
- la gestion des ressources financières;
- la gestion des ressources humaines;
- le rayonnement social de l’entreprise.

Les évaluateurs prennent également en considération certains éléments tels que l’agrotourisme, la sécurité et la prévention, ainsi que le soutien à la formation agricole de la relève et à l’intégration d’une relève féminine.

## Honneurs et récompenses
Le concours de l’ONMA couronne des lauréats régionaux et des gagnants nationaux.
Les lauréats régionaux se voient attribuer dans leur région un rang dans la catégorie où ils étaient inscrits :
- catégorie or (1er, 2e et 3e rangs);
- catégorie argent (1er, 2e et 3e rangs);
- catégorie bronze (1er, 2e et 3e rangs);

Quant aux gagnants nationaux, ils sont les lauréats régionaux qui ont reçu les meilleurs résultats dans l’ensemble du territoire du concours (trois par catégorie). Les médailles qu’ils reçoivent sont distribuées comme suit : 
- une médaille d’or est attribuée au grand gagnant; les finalistes suivants méritent le titre de 2e ou de 3e rang de la catégorie or à l’échelle nationale;
- trois médailles d’argent (1re, 2e et 3e rangs sur le plan national);
- trois médailles de bronze(1re, 2e et 3e rangs sur le plan national).

Ces distinctions confèrent aux lauréats, selon la catégorie à laquelle ils appartiennent, le titre de commandeur, d’officier ou de chevalier de l’Ordre. 
Pour remporter les plus grands honneurs, soit la médaille d'or, une entreprise doit, à l’occasion des concours précédents, avoir obtenu de très bons résultats et remporté plusieurs médailles. Il s'agit donc d'une distinction prestigieuse qui rend hommage à la persévérance et au travail de longue haleine qui ont mené l’entreprise à l'excellence. 
D’autres prix spéciaux peuvent être attribués, par exemple :
- le Mérite Promutuel de la prévention;
- le Prix La Coop fédérée à l’agroenvironnement;
- la Mention spéciale de l’agrotourisme;
- la Mention de la relève féminine;
- la Mention de la formation agricole de la relève.

De plus, depuis 1901, la décoration de commandeur spécial de l’Ordre avec la mention « Très grand mérite spécial » peut être remise à des personnes ayant apporté une contribution notable à l’agriculture québécoise sans nécessairement être elles-mêmes des agriculteurs. Ces prix sont décernés lorsqu’une personne se distingue particulièrement dans le milieu.
Les lauréats des volets régionaux et les gagnants nationaux sont honorés au cours d'un gala qui se tient sur le territoire du concours. Les gagnants nationaux sont ensuite décorés à l'occasion d'une cérémonie spéciale qui se déroule dans les murs de la salle du Conseil législatif – le « Salon rouge » – de l'Assemblée nationale à Québec.

### Sources
- Ministère de l’Agriculture, des Pêcheries et de l’Alimentation du Québec, Cent ans de mérite agricole, Québec, 1989, 132 p. (ISBN 2-551-12165-5)
- Ministère de l’Agriculture, des Pêcheries et de l’Alimentation du Québec, Ordre national du mérite agricole : Loi, règles et conditions de participation (en vigueur depuis 2010), Québec, 2010, 30 p.
- J.-B Roy et A. Richard, Histoire du mérite agricole, Québec, 1978-1985, 96 p. (ISBN 978-2-550-12346-0 et 2-550-12346-8)
- F. Létourneau, Histoire de l’agriculture (Canada français), Oka, 1959, 318 p.
- La Société d’Histoire de Warwick inc, Ordre du Mérite Agricole 1892-2006 Comté Arthabaska, Québec, Les Publications du Québec, 2007, 522 p. (ISBN 978-2-9809055-2-0)
- C Pâquet et autres, L’Ordre national du mérite agricole, 120 ans déjà!, Sainte-Marie, 2009Dans La Terre de chez nous, p24-46